# Протест
Протест (познат и као демонстрација) је јавни чин приговора, неодобравања или неслагања с нечим. Протести се могу посматрати као акти сарадње у којима бројни људи сарађују тако што присуствују и деле потенцијалне трошкове и ризике. Протести могу имати мноштво различитих облика, од појединачних изјава до масовних политичких демонстрација. Демонстранти могу организовати протест као начин да јавно изнесу своје мишљење у покушају да утичу на јавно мњење или политику владе, или могу предузети директну акцију у покушају да сами донесу жељене промене. Када су протести део систематске и мирне ненасилне кампање за постизање одређеног циља, они онда превазилазе опис протеста и могу се боље описати као ненасилни отпор.
Различити облици самоизражавања и протеста су понекад ограничени владином политиком (као што су захтеви за издавање дозвола за протесте), економским околностима, верском ортодоксијом, друштвеним структурама или медијским монополом. Једна од реакција државе на протесте је употреба полиције за нереде. Посматрачи су приметили повећану милитаризацију полиције на протестима у многим државама, при чему полиција распоређује оклопна возила и снајпере против демонстраната. Када дође до таквих ограничења, протести могу попримити облик отворене грађанске непослушности.
Сам протест понекад може бити предмет контрапротеста. У таквим случајевима, контрадемонстранти показују своју подршку особи, политици, акцији итд. која је предмет првобитног протеста. Демонстранти и контрадемонстранти се понекад могу насилно сукобити. Једна студија је открила да је ненасилни активизам током покрета за грађанска права у САД имао тенденцију да произведе повољну медијску покривеност и промене у јавном мњењу усредсређујући се на питања која су организатори покретали, али насилни протести су имали тенденцију да генеришу неповољну медијску покривеност која је изазвала жељу јавности да се врати закон и ред.